# Механізована дивізія
Механізо́вана диві́зія (мд) — основне загальновійськове тактичне з'єднання сухопутних військ у складі Збройних сил деяких країн, яка призначена для ведення бойових дій на сухопутному ТВД у складі корпусу (армії), а у ряді випадків і самостійно.

## Історія створення

### США
Механізована дивізія США — основне загальновійськове тактичне з'єднання, що має в своєму складі підрозділи і частини всіх родів військ і служб і здатна самостійно або у складі більшого з'єднання (об'єднання) вести загальновійськовий бій, як і з застосуванням, так і без застосування ядерної зброї. Організація і озброєння дивізії дозволяють вести бойові дії на різних ТВД.
Основними бойовими одиницями механізованої дивізії є мотопіхотні і танкові батальйони, які на час бойових дій зводяться в механізовані бригади у складі двох-п'яти батальйонів. Наявність у складі механізованої дивізії великої кількості танків, потужної артилерії, здатної вести вогонь ядерними боєприпасам (155-мм і 203,2-мм гаубиці), підсилює її ударну силу і вогневу потужність у всіх видах бойових дій.

## Структура
- управління (штаб)
- механізований полк
- механізований полк
- механізований полк
- танковий полк
- артилерійський полк
- зенітний артилерійський полк
- окремий ракетний дивізіон
- окремий протитанковий артилерійський дивізіон
- окремий розвідувальний батальйон
- окремий інженерно-саперний батальйон
- окремий батальйон зв'язку
- окрема рота хімічного захисту
- окремий ремонтно-відновлювальний батальйон
- окремий медичний батальйон
- окремий батальйон матеріального забезпечення

У другій половині 80-х років у групах військ за кордоном Радянського Союзу, також відпрацьовувалося переведення полків і дивізій на структуру 2*2 танкових та піхотних підрозділів.
Також дивізійні ракетні дивізіони почали зводити в окремі ракетні бригади в 90-му році.

## Галерея
Емблеми механізованих дивізій деяких країн світу

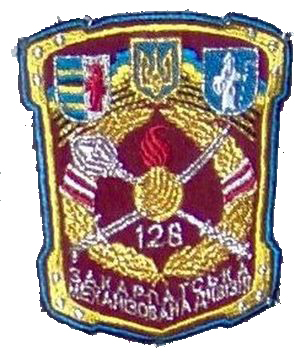
128-ма механізована дивізія (Україна)
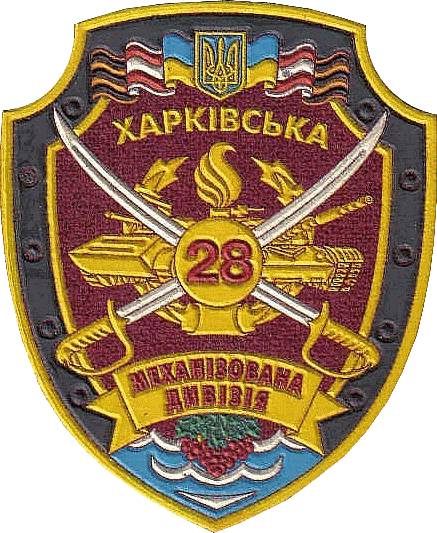
28-ма механізована дивізія (Україна)
1-ша механізована дивізія (США)
2-га моторизована дивізія (Третій Рейх)
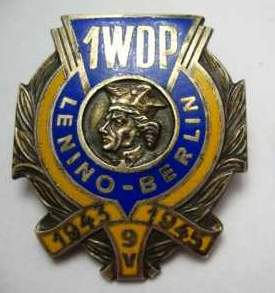
Відзнака 1-ї механізованої дивізії Війська Польського
13-та механізована дивізія Бундесверу (Німеччина)
Столична механізована дивізія Збройних сил Південної Кореї